# Edmond-Édouard Lapeyre
Pour les articles homonymes, voir Lapeyre.
 (août 2016).
Edmond-Édouard Lapeyre, né le 17 novembre 1880 à Reims, et mort le 4 février 1960 à Paris, est un peintre, illustrateur et affichiste français.

## Biographie
Afin de parfaire sa formation artistique, Edmond-Édouard Lapeyre gagne Paris pour être admis dans la classe de Fernand Cormon dans son atelier libre de la rue Constance dans le quartier de Montmartre. Après 1888, les élèves, dont Jacques Villon et Henri Matisse, suivent leur professeur au no 104 boulevard de Clichy. Quand Lapeyre s’installe dans le quartier, avant 1907, il choisit la rue Lepic, située à deux pas de l’atelier. Après le départ de Cormon pour l’École des beaux-arts de Paris en 1897, Edmond-Édouard Lapeyre achève sa formation auprès de Paul-Émile Boutigny et d’Albert Larteau, deux peintres de scène de genre et de bataille. 

### Diversité de sujets
Les débuts de Lapeyre au Salon sont éclectiques. À côté de peintures à sujets pittoresques et orientalisants, il expose au Salon de 1912 Les Femmes de Sparte à Aeglia, ambitieux tableau d’histoire qui renoue avec le grand genre mythologique. Entre ces deux extrêmes, Lapeyre expose des scènes de genre, où il rend compte des distractions de la haute société parisienne, qu’il surprend à un match de boxe de la salle Wagram ou à l’hippodrome de Saint-Cloud, inauguré en 1901. Son élégant Portrait d’Anna de Noailles aux courses (Paris, musée Carnavalet) illustre son double talent de portraitiste et de chroniqueur de la vie mondaine, qualités qu’il partage, à l’époque, avec d’autres peintres en vue du Salon, tels Jean Béraud et Henri Gervex. 

### Le paysagiste
Le paysage fait son apparition à deux reprises dans ses envois au Salon. Une première fois en 1909, avec En Patrouille, et une seconde en 1914, avec La Rentrée des gerbes, où la campagne sert de décor naturel, tardivement influencé par un naturalisme ensoleillé, où les ouvriers agricoles s’en retournent à la ferme avec le contentement discret du travail accompli. Le refus du misérabilisme chez Lapeyre se traduit par un climat serein et une nature généreuse. 

### Le peintre balnéaire
Après 1906, les nombreuses études de paysages et de monuments, en général datées et localisées[réf. nécessaire], permettent de reconstituer, jusqu’aux années 1920, l’itinéraire de l’artiste qui passe par les Ardennes, Biarritz, Ardes-sur-Couze (Auvergne) et surtout Saint-Georges-de-Didonne (Charente-Maritime), petite ville côtière qu’il découvre à l’été 1909. Sur place, il peint ses premiers paysages de plage animés par des dunes. Non loin de là, à Royan d’abord, à Vallières [Lequel ?] ensuite, les touristes sur la plage s’invitent dans ses compositions, à partir des années 1920. 
Après Trouville et les stations balnéaires de Normandie, les plages de Charente-Maritime rencontrent un succès croissant auprès des vacanciers français. Parmi eux, Edmond-Édouard Lapeyre trouve, sur le sable fin de Royan et de Vallières, le cadre privilégié de ses esquisses réalisées d’après nature entre 1921 et 1935. Étude de rochers, mais surtout de plaisanciers et d’élégantes jeunes femmes qui prennent la pose pour l’artiste. Celles-ci abordent des toilettes du dernier chic, griffées Poiret ou Paquin. 
Ses modèles, Lapeyre les rencontre dans les ateliers de modistes pour lesquels il conçoit des projets d’affiches  et d’enseignes. Leur graphisme simplifié, comme il est d’usage dans l’illustration française contemporaine, évoque aussi le trait aigu des Beggarstaffs, en Angleterre.  

## Des années 1930 aux années 1950
Lapeyre, le citadin, s’échappe de la capitale chaque année, entre les mois de juillet et de septembre. Au début des années 1930, on le trouve en Dordogne, à Saint-Maime-de-Péreyrol (1931), et dans la vallée de Vendeix (1935), près de la Bourboule, d’où il ramène de nombreux et délicats paysages verdoyants.
Dans la décennie suivante, il peint à Argentan (1941), dans l’Orne, à Saint-Honoré-les-Bains (1945), dans la Nièvre, et enfin à Vic-sur-Cère (1947), dans le Cantal, où, en compagnie de son épouse Madeleine Charlot, il retourne en juin 1950. 
Il meurt le 4 février 1960 à Paris.

## Œuvres dans les collections publiques
- Paris, musée Carnavalet : Portrait d'Anna de Noailles aux courses, 1909.

## Expositions
- Salon d'hiver de 1912, 1913 et 1914. Il est alors domicilié au no 3 rue Cauchois à Paris.
- Du 12 juin au 7 juillet 2012 : French Naturalist Painters 1890-1950, Londres, The Fleming Collection (en).